# Ivan Poljanec
Ivan Poljanec, vladni komisar za Maribor, † 1. julij 1935, Maribor. 
Ivan Poljanec je bil vladni komisar za Maribor kratek čas leta 1921.    